# A Télapó-akció
A Télapó-akció (eredeti cím: Santa Hunters) 2014-es amerikai fantasy film, amelyet Savage Steve Holland rendezett. A főbb szerepekben Benjamin Flores Jr., Breanna Yde, Mace Coronel, Laya DeLeon Hayes és Donavon Stinson látható.
Amerikában 2014. november 28-án mutatta be a Nickelodeon. Magyarországon 2022. december 10-én mutatta be a Nickelodeon és a TeenNick.

## Cselekmény
Alex be akarja bizonyítani a világnak, hogy a Télapó létezik. Sikerült meggyőznie a húgát, Elizabeth-et, valamint az unokatestvéreiket, Zoey-t és Richardot, hogy szerte a házukban kamerákat szereljenek fel, hogy felvételeket készítsenek a Télapóról. Kísérletük sikerrel jár, de legnagyobb rémületükre rájönnek, hogy a Télapó minden egyes alkalommal veszít egy kicsit a varázsából. Ahogy a karácsony a szemük előtt kezd eltűnni, a gyerekeken múlik, hogy megtalálják és megsemmisítsék a Télapó bizonyítékait. Előbb azonban meg kell küzdeniük Charlie bácsikájuk barátnőjével, Natashával, aki önző céljai érdekében el akarja adni a Télapóról készült felvételeket.

## Szereplők
| Szereplő       | Színész             | Magyar hang         |
| -------------- | ------------------- | ------------------- |
| Alex           | Benjamin Flores Jr. | Kelemen Noel        |
| Zoey           | Breanna Yde         | Hegedűs Johanna     |
| Richard        | Mace Coronel        | Gáll Dávid          |
| Elizabeth      | Laya DeLeon Hayes   | Blazsó Regina       |
| Télapó         | Donavon Stinson     | Kerekes József      |
| Natasha        | April Telek         | Zakariás Éva        |
| Charlie        | Kelly Perine        | Kálloy Molnár Péter |
| Anya           | Brenda Crichlow     | Németh Borbála      |
| Apa            | Viv Leacock         | Varga Rókus         |
| Nagyapa        | BJ Harrison         | Kajtár Róbert       |
| Nagyi          | Jordan Conley       | Réti Szilvia        |
| Welch igazgató | Serge Houde         | Cs. Németh Lajos    |

### Magyar változat
- Főcím, narrátor: Varga Gábor
- Magyar szöveg: Jánosi Emese
- Hangmérnök: Gajda Mátyás
- Vágó: Hajzler László
- Gyártásvezető: Újréti Zsuzsa
- Szinkronrendező: Pupos Timea
- Produkciós vezető: Koleszár Emőke

A szinkront az SDI Media Hungary készítette.